# Alasan Jammeh
Alasan S. T. Jammeh oder Alasana/Alhassan ist ein gambischer Diplomat.

## Leben
Im Mai 2017 wurde Jammeh Botschafter in Marokko, er überreichte sein Beglaubigungsschreiben von Adama Barrow an König Mohammed VI. am 25. Januar 2018. Gleichzeitig ist er als Botschafter für Tunesien eingesetzt, er überreichte sein Beglaubigungsschreiben an Präsident Beji Cai’d Essebsi am 24. Mai 2018.
Im Juni 2018 gab es zwischen Jammeh und einen Botschaftsangehörigen einen heftigen Streit, worauf Jammeh zu Konsultationen nach Banjul berufen wurde. Nach Pressemeldung will die marokkanische Regierung ihn als Botschafter nicht zurückhaben.